# Danny aus den Birken
Danny aus den Birken (* 15. Februar 1985 in Düsseldorf) ist ein deutscher Eishockeytorwart und -trainer, der zuletzt bis zum Ende der Saison 2024/25 bei den Dresdner Eislöwen aus der DEL2 unter Vertrag gestanden hat. Zwischen 2015 und 2023 war aus den Birken beim EHC Red Bull München aus der Deutschen Eishockey Liga (DEL) aktiv, wurde insgesamt viermal Deutscher Meister und gewann zudem mit der deutschen Nationalmannschaft bei den Olympischen Winterspielen 2018 die Silbermedaille. Zuvor war er bereits für die Adler Mannheim, Iserlohn Roosters und Kölner Haie in der DEL aktiv.

## Karriere
Danny aus den Birken startete seine Karriere im Jahr 2000, als er in den Nachwuchs der Adler Mannheim wechselte und dort für die Jungadler in der Deutschen Nachwuchsliga (DNL) spielte. Drei Jahre lang stand der Torhüter hauptsächlich für die Jungadler zwischen den Pfosten, mit denen er in den Jahren 2002 und 2003 die Meisterschaft der DNL gewann. In der Spielzeit 2002/03 erhielt aus den Birken – zuerst aufgrund einer Sperre und danach wegen einer Verletzung des eigentlichen Stammtorhüters Mike Rosati – erste Einsatzzeiten bei den Profis in der Deutschen Eishockey Liga (DEL). Ab der Saison 2003/04 spielte der Linksfänger hauptsächlich für den Kooperationspartner Heilbronner Falken in der 2. Bundesliga und nach deren Abstieg in der drittklassigen Oberliga. Bei Ausfällen der Mannheimer Stammtorhüter wurde er zudem von den Adlern in den DEL-Kader berufen. Mit Heilbronn gelang ihm im Jahr 2007 die Rückkehr in die zweithöchste Spielklasse. Danny aus den Birken besaß in Mannheim einen Vertrag bis 2009 und wechselte nach der Saison zu den Iserlohn Roosters.

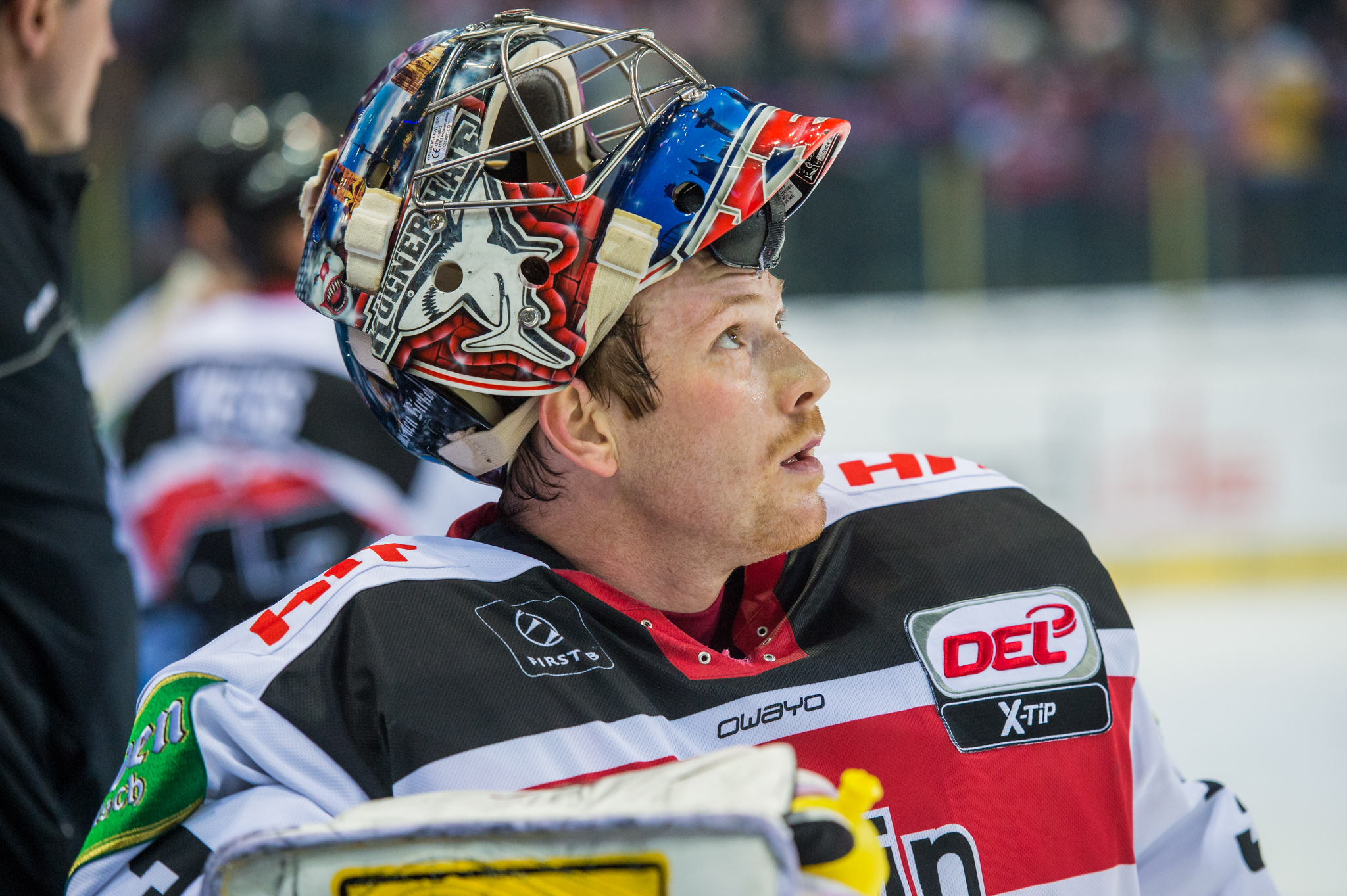
Danny aus den Birken im Trikot der Kölner Haie (2014)

Bei den Sauerländern unterschrieb der Schlussmann einen Vertrag über zwei Jahre bis zum Jahr 2011 und sollte sich im Tor mit dem ebenfalls noch jungen Torhüter Sebastian Stefaniszin abwechseln. Nachdem dieser zu Saisonbeginn im Rookiecamp der Anaheim Ducks aus der National Hockey League (NHL) geweilt hatte, absolvierte aus den Birken die ersten fünf Partien der Roosters in der Saison 2009/10 in Folge. Bereits in seinem zweiten Spiel verbuchte er seinen ersten Shutout im Iserlohner Trikot. Nach einem Fehler im Spiel gegen die Kassel Huskies bekam erstmals Stefaniszin den Vorzug. Dieser zeigte jedoch durchwachsene Leistungen und fiel durch eine Spieldauerdisziplinarstrafe und eine Matchstrafe negativ auf. Im weiteren Verlauf zeigte aus den Birken konstante Leistungen und gehörte zu den statistisch besten Torhütern der Liga. Dies veranlasste Trainer Ulrich Liebsch zur Aussage, dass aus den Birken zu diesem Zeitpunkt der gesetzte der beiden Goalies sei, Stefaniszin aber die Möglichkeit habe, sich über Leistung zu empfehlen. Nachdem sein Konkurrent durch Undiszipliniertheiten vorübergehend nicht mehr im Kader stand, setzte sich aus den Birken endgültig als klare Stammkraft durch. In der Spielzeit 2010/11 begann er als Stammtorhüter, konnte jedoch die Erwartungen der Iserlohner nur teilweise erfüllen. Deshalb wurde sein Vertrag im November 2010 im gegenseitigen Einvernehmen aufgelöst. Für die folgenden Spiele wechselte aus den Birken zu den Kölner Haien.
In Köln erreichte er innerhalb kürzester Zeit eine Fangquote von annähernd 95 Prozent und die Haie gaben im Januar 2011 bekannt, dass sein ursprünglich bis zum Saisonende laufender Vertrag um drei weitere Spielzeiten verlängert wurde. Die Hauptrunde der Saison 2012/13 schloss er mit den Haien punktgleich mit seinem alten Verein Adler Mannheim als Tabellenzweiter ab und wurde in den anschließenden Playoffs Vizemeister. Das folgende Spieljahr beendeten die Haie auf dem fünften Platz und aus den Birken wurde erstmals als Torhüter des Jahres ausgezeichnet. In den anschließenden Playoffs wurde er erneut Vizemeister. Als die Haie nach der enttäuschenden Saison 2014/15, in der die Kölner lediglich den elften Platz belegten, den schwedischen Torhüter Gustaf Wesslau für die Saison 2015/16 verpflichteten, wechselte aus den Birken – trotz laufenden Vertrages in Köln bis zum Sommer 2016 – zum Ligakonkurrenten EHC Red Bull München.
Mit München wurde er in den Jahren 2016, 2017 und 2018 jeweils Deutscher Meister, nachdem er mit seiner Mannschaft jeweils die Hauptrunde als Tabellenerster abgeschlossen hatte. In den Jahren 2017 und 2018 war er Stammtorhüter in den Playoffs. Nach der Hauptrunde der Spielzeit 2018/19 wies er mit 1,91 Gegentoren pro Partie den besten Gegentorschnitt der Liga auf und mit 92,6 Prozent die zweitbeste Fangquote aller DEL-Torhüter. Zudem konnte er fünf Shutouts verbuchen und war ein Garant dafür, dass die Roten Bullen die Hauptrunde als Tabellenzweiter beenden konnten. Für diese Leistungen wurde er zum zweiten Mal in seiner Karriere nach 2014 zum Torhüter des Jahres und erstmals zum Spieler des Jahres ausgezeichnet. Die Playoffs der Saison 2019/20 mussten wegen der COVID-19-Pandemie in Deutschland abgesagt werden, der EHC wäre als Tabellenführer in die entscheidende Phase gegangen. Die Folgesaison schlossen die Münchner als Tabellenzweiter der DEL-Gruppe Süd ab, scheiterten jedoch im Viertelfinale am ERC Ingolstadt. Am Ende der Spielzeit 2021/22 wurde aus den Birken mit dem EHC zum zweiten Mal nach 2019 Vizemeister, ehe er sich am Ende der folgenden Saison seinen vierten Meistertitel mit dem Klub sicherte. Da er seinen Stammposten mittlerweile an Mathias Niederberger verloren hatte, verließ er den Verein nach dem Titelgewinn.
Ab September 2023 war aus den Birken als Torwarttrainer beim EC Bad Nauheim aus der DEL2 angestellt, kehrte allerdings Mitte Januar 2024 in den aktiven Spielbetrieb zurück, nachdem er bei Bad Nauheims Ligakonkurrenten Dresdner Eislöwen einen Vertrag bis zum Saisonende unterzeichnet hatte. Im Frühjahr 2025 gelang ihm mit den Eislöwen der Gewinn der Meisterschaft der DEL2, der gleichbedeutend mit dem Aufstieg in die DEL war. Aus den Birken wurde zudem als wertvollster Spieler der Playoffs individuell ausgezeichnet, nachdem er sowohl den geringsten Gegentorschnitt und die höchste Fangquote vorgewiesen hatte. Der inzwischen 40-Jährige wird jedoch nicht den Gang in die Erstklassigkeit antreten.

### International

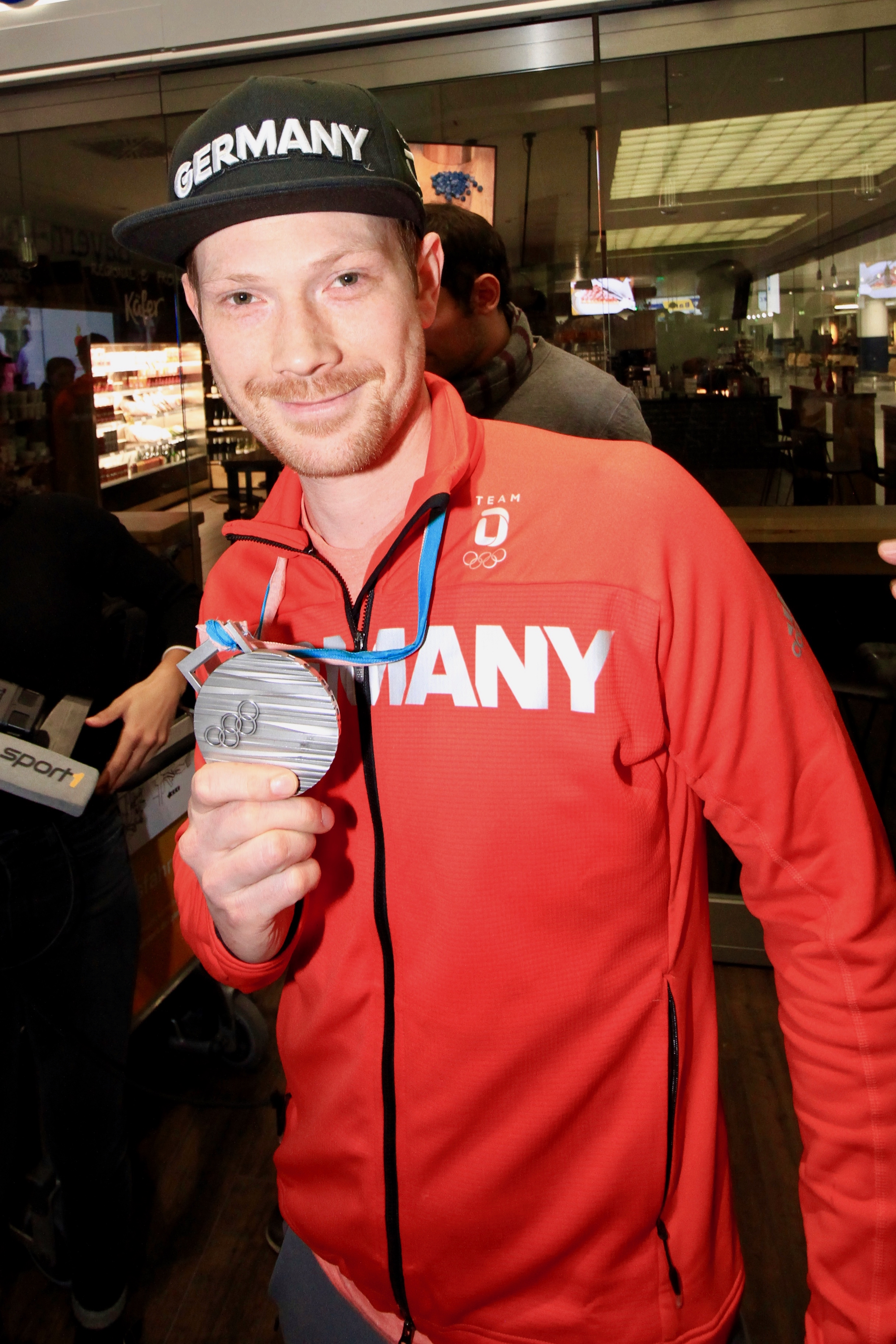
Danny aus den Birken mit der olympischen Silbermedaille 2018

Für die deutsche Junioren-Nationalmannschaft nahm aus den Birken an der U18-Junioren-Weltmeisterschaft 2003 der Division I teil. Von 2011 an gehörte aus den Birken zum erweiterten Kader der deutschen A-Nationalmannschaft. Bei den Weltmeisterschaften 2013 und 2014 war er jeweils als dritter Torhüter nominiert. Seinen ersten Weltmeisterschaftseinsatz absolvierte er am 20. Mai 2014 im Vorrundenspiel gegen die Vereinigten Staaten, das die deutsche Nationalmannschaft mit 4:5 verlor. Bei den Olympischen Winterspielen 2018 im südkoreanischen Pyeongchang erreichte aus den Birken als Stammtorhüter mit dem deutschen Team das Finale, das gegen die russische Mannschaft mit 3:4 in der Verlängerung verloren ging. Aus den Birken wurde am Turnierende zudem als bester Torwart des Wettbewerbs ausgezeichnet. Im Februar 2022 gab er – nachdem er an den Olympischen Winterspielen 2022 in Peking teilgenommen hatte – schließlich seinen Rücktritt aus der Nationalmannschaft bekannt, für die er 47 Spiele bestritt.

## Rekorde
Aus den Birken erreichte in der DEL insgesamt 49 Shutouts und liegt damit hinter dem zurückgetretenen Dennis Endras (51 Shutouts) auf Rang zwei in dieser Kategorie (Stand: Ende der DEL-Spielzeit 2024/25).

## Erfolge und Auszeichnungen

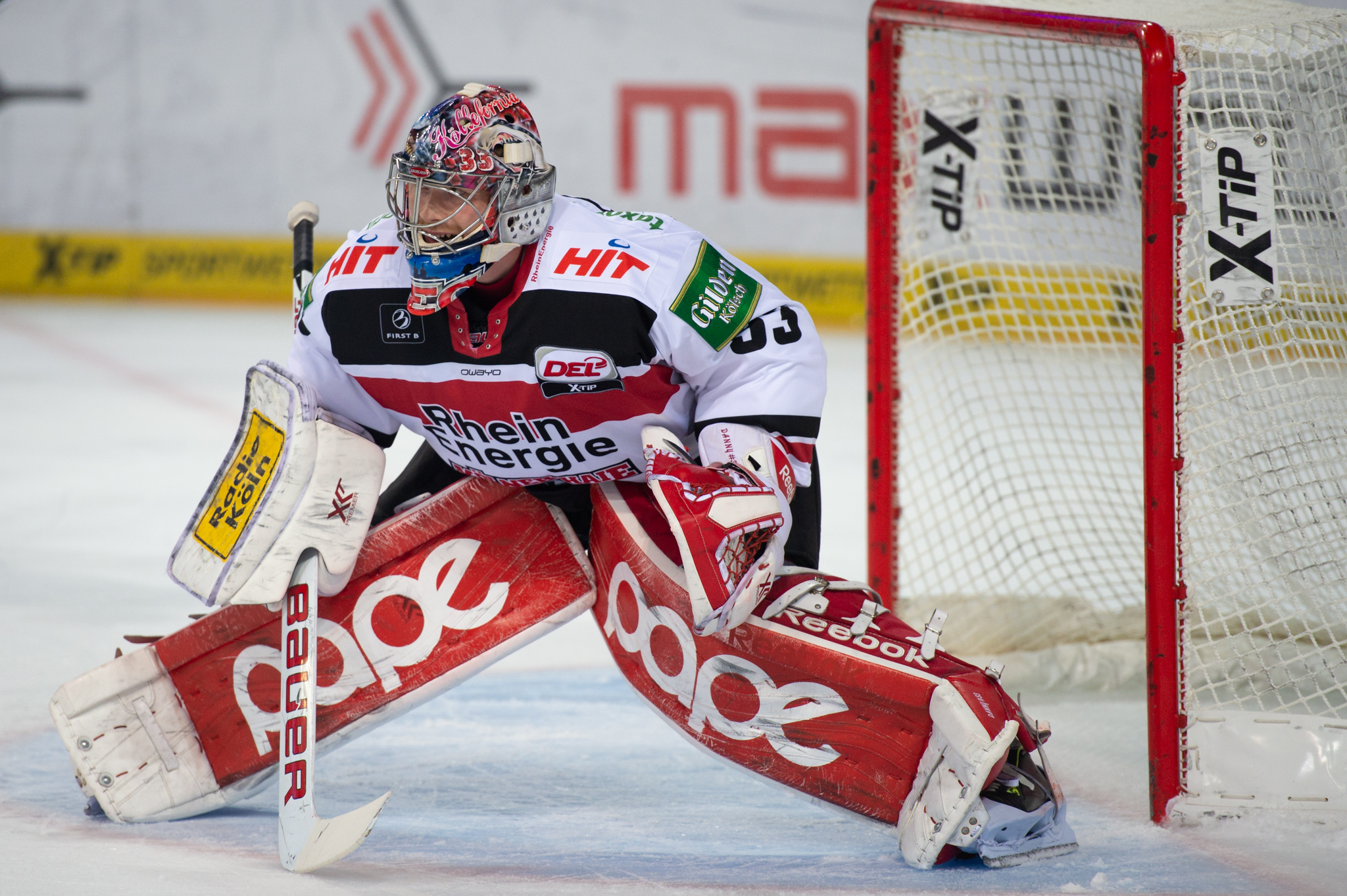
Danny aus den Birken (2014)

| - 2002 DNL-Meister mit den Jungadler Mannheim - 2003 DNL-Meister mit den Jungadler Mannheim - 2007 Oberliga-Meister und Aufstieg in die 2. Bundesliga mit den Heilbronner Falken - 2013 Höchste Fangquote und geringster Gegentorschnitt der DEL-Hauptrunde - 2013 Deutscher Vizemeister mit den Kölner Haien - 2013 Höchste Fangquote der DEL-Playoffs - 2014 Deutscher Vizemeister mit den Kölner Haien - 2014 Höchste Fangquote und geringster Gegentorschnitt der DEL-Playoffs - 2014 DEL-Torwart des Jahres - 2016 Deutscher Meister mit dem EHC Red Bull München - 2017 Deutscher Meister mit dem EHC Red Bull München | - 2017 Höchste Fangquote und geringster Gegentorschnitt der DEL-Playoffs - 2018 Deutscher Meister mit dem EHC Red Bull München - 2019 Geringster Gegentorschnitt der DEL-Hauptrunde - 2019 Deutscher Vizemeister mit dem EHC Red Bull München - 2019 DEL-Spieler des Jahres - 2019 DEL-Torwart des Jahres - 2022 Deutscher Vizemeister mit dem EHC Red Bull München - 2023 Deutscher Meister mit dem EHC Red Bull München - 2025 DEL2-Meister und Aufstieg in die DEL mit den Dresdner Eislöwen - 2025 Höchste Fangquote und geringster Gegentorschnitt der DEL2-Playoffs - 2025 Wertvollster Spieler der DEL2-Playoffs |

### International
- 2003 Geringster Gegentorschnitt bei der U18-Junioren-Weltmeisterschaft der Division I, Gruppe A
- 2018 Silbermedaille bei den Olympischen Winterspielen
- 2018 Bester Torwart der Olympischen Winterspiele

## Karrierestatistik

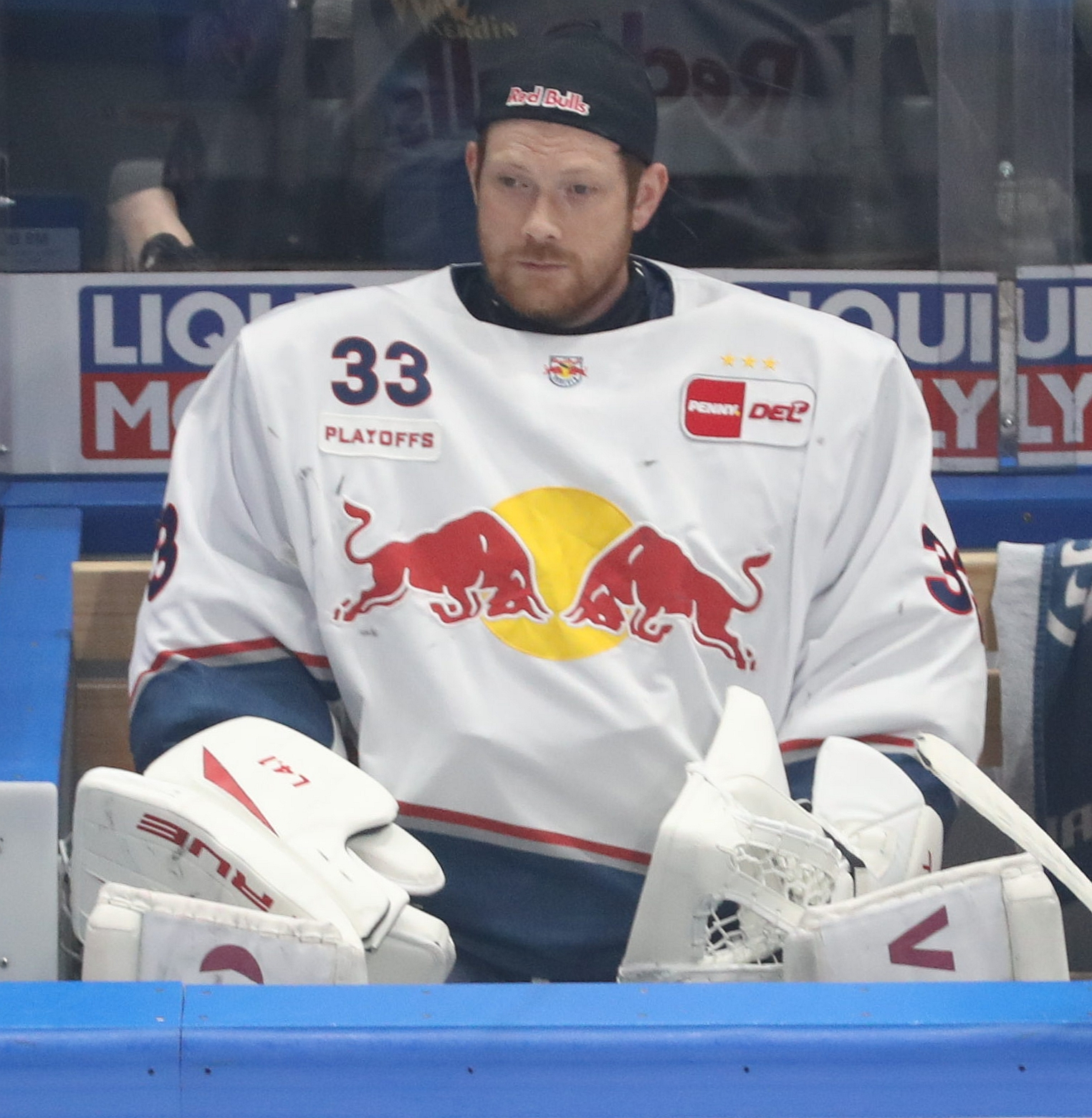
Danny aus den Birken als Spieler des EHC Red Bull München (2022)

Stand: Ende der Saison 2024/25

### International
Vertrat Deutschland bei:
| - World U-17 Hockey Challenge 2002 - U18-Junioren-Weltmeisterschaft der Division I 2003 - Weltmeisterschaft 2013 - Weltmeisterschaft 2014 | - Weltmeisterschaft 2015 - Weltmeisterschaft 2017 - Olympischen Winterspielen 2018 - Olympischen Winterspielen 2022 |

(Legende zur Torhüterstatistik: GP oder Sp = Spiele insgesamt; W oder S = Siege; L oder N = Niederlagen; T oder U oder OT = Unentschieden oder Overtime- bzw. Shootout-Niederlage; Min. = Minuten; SOG oder SaT = Schüsse aufs Tor; GA oder GT = Gegentore; SO = Shutouts; GAA oder GTS = Gegentorschnitt; Sv% oder SVS% = Fangquote; EN = Empty Net Goal; 1 Play-downs/Relegation; Kursiv: Statistik nicht vollständig)